# Obolonnea, Dolîna
Obolonnea (în ucraineană Оболоння) este o comună în raionul Dolîna, regiunea Ivano-Frankivsk, Ucraina, formată numai din satul de reședință.

## Demografie
Componența lingvistică a comunei Obolonnea
     Ucraineană (99,69%)
     Alte limbi (0,28%)
Conform recensământului din 2001, majoritatea populației comunei Obolonnea era vorbitoare de ucraineană (99,69%), existând în minoritate și vorbitori de alte limbi.